# Paraquat
Paraquat is een wereldwijd veel toegepast herbicide, waarvan het gebruik echter omstreden is vanwege de hoge mate van giftigheid voor mens en dier. De zuivere stof komt voor als kleurloze hygroscopische kristallen of een wit tot geel hygroscopisch poeder, dat goed oplosbaar is in water.

## Toepassing als herbicide
De naam wordt algemeen gebruikt om het chloridezout aan te duiden. Paraquat is een snelwerkend, niet selectief onkruidbestrijdingsmiddel dat plantenweefsel aantast door contact. Het is na ca. 30 minuten regenvast. Merknamen van producten die paraquat als werkzame stof bevatten zijn onder andere: Gramoxone, Luxan Paraquat, Paraquat Protex en Priglone.
Paraquat wordt sinds de jaren '60 van de 20e eeuw gebruikt. Het product werd ontwikkeld door ICI in Groot-Brittannië (tegenwoordig Syngenta). In de jaren '70 gebruikte de Amerikaanse overheid in haar strijd tegen drugs paraquat om illegale cannabisplantages in Latijns-Amerika te besproeien.

## Regelgeving
De Europese Commissie heeft in december 2003 paraquat op de lijst van toegestane bestrijdingsmiddelen geplaatst. Tegen deze beslissing hebben verschillende Europese milieu- en vakbondsorganisaties beroep aangetekend. Sinds eind 2007 is het gebruik in de Europese Unie verboden.

## Toxicologie en veiligheid
Paraquat is zeer toxisch: blootstelling eraan kan zeer ernstige, onomkeerbare gevolgen hebben, zelfs met fatale afloop. Binnen de 24 uur vertoont men géén symptomen. Na 24 uur ontstaan er longproblemen. Zonder de juiste behandeling sterft men binnen de 48 u. Zuurstof geven versnelt het (letaal) proces.
Bij inademing zijn mogelijke effecten ernstige irritatie van neus, keel en luchtwegen of een bloedneus. Bij herhaalde of langdurige blootstelling treden hoesten, loopneus, bronchitis, longoedeem en verminderde longfunctie op. De grenswaarde voor blootstelling (inadembare fractie) is 0,1 mg/m³ (tijdsgewogen gemiddelde voor een periode van 8 uur). Bij huidcontact kunnen ontstekingen optreden en in zware gevallen blaren. Intense blootstelling kan leiden tot beschadiging van de nagels en in ernstige gevallen het doorbreken en verlies van nagels.
Contact met de ogen kan ernstig tot zeer ernstig irriterend werken. Het kan permanente oogschade veroorzaken als de ogen niet direct worden gespoeld. Bij inslikken treden directe effecten op (doorgaans braken, buikpijn, ontsteking aan mond, keel en slokdarm). Inslikken van paraquat kan binnen 48 uur de dood veroorzaken, of na 1 tot 3 weken door verlate, voortschrijdende fibrose van de longen.